# Dennis Pohl
Dennis Pohl (Alma-Atà, 11 de novembre de 1986) va ser un ciclista alemany. Fou professional del 2006 al 2010.

## Palmarès
- 2009
  - 1r a la Volta a Düren
  - Vencedor d'una etapa a la Volta als Pirineus